# Day of the Fight (película de 2023)
Day of the Fight es una película dramática estadounidense de 2023 escrita y dirigida por Jack Huston, en su debut como director, y protagonizada por Michael Pitt. Se estrenó en el 80.º Festival Internacional de Cine de Venecia el 5 de septiembre de 2023.

## Reparto
- Michael Pitt como Mike Flannigan
- Nicolette Robinson como Jessica
- John Magaro como Patrick
- Steve Buscemi como Colm, el tío de Mike
- Ron Perlman como Stevie
- Joe Pesci como Tony, el padre de Mike
- Anatol Yusef como Saul

## Producción
En diciembre de 2022, se anunció que la producción de la película había comenzado en Nueva York y Nueva Jersey. En junio de 2023, se anunció que la filmación se había completado.

## Recepción
La película tiene una calificación del 83 % en Rotten Tomatoes según 43 reseñas.
Guy Lodge de Variety le dio a la película una crítica positiva y escribió: «La luz y la sombra aquí están en la espléndida lente monocromática con sombras de tinta de Peter Simonite; el sentido visual de Huston supera su escritura».